# Llista d'espècies de corínnids
Aquesta és la llista d'espècies de corínnids, una família d'aranyes araneomorfes descrita per primera vegada per Friedrich Karsch l'any 1880. Conté la informació recollida fins al 27 de novembre de 2006 i hi ha citats 76 gèneres i 925 espècies; d'elles, 131 pertanyen al gènere Castianeira. La seva distribució és molt extensa, trobant-se pràcticament per tot el món.
| Directori A B C D E F G H I K L M O P S T U X |

## A

### Abapeba
Abapeba Bonaldo, 2000
- Abapeba abalosi (Mello-Leitão, 1942) (Paraguai, Argentina)
- Abapeba cleonei (Petrunkevitch, 1926) (St. Thomas)
- Abapeba echinus (Simon, 1896) (Brasil)
- Abapeba grassima (Chickering, 1972) (Panamà)
- Abapeba guanicae (Petrunkevitch, 1930) (Puerto Rico)
- Abapeba hoeferi Bonaldo, 2000 (Brasil)
- Abapeba kochi (Petrunkevitch, 1911) (Sud Amèrica)
- Abapeba lacertosa (Simon, 1897) (Saint Vincent, Trinidad, Amèrica)
- Abapeba luctuosa (F. O. P.-Cambridge, 1899) (Mèxic)
- Abapeba lugubris (Schenkel, 1953) (Veneçuela)
- Abapeba pennata (Caporiacco, 1947) (Guyana)
- Abapeba rioclaro Bonaldo, 2000 (Brasil)
- Abapeba saga (F. O. P.-Cambridge, 1899) (Mèxic)
- Abapeba sicarioides (Mello-Leitão, 1935) (Brasil)
- Abapeba taruma Bonaldo, 2000 (Brasil)
- Abapeba wheeleri (Petrunkevitch, 1930) (Puerto Rico)

### Aetius
Aetius O. P.-Cambridge, 1896
- Aetius decollatus O. P.-Cambridge, 1896 (Índia, Sri Lanka)
- Aetius nocturnus Deeleman-Reinhold, 2001 (Borneo)

### Apochinomma
Apochinomma Pavesi, 1881
- Apochinomma acanthaspis Simon, 1896 (Brasil)
- Apochinomma armatum Mello-Leitão, 1922 (Brasil)
- Apochinomma bilineatum Mello-Leitão, 1939 (Brasil)
- Apochinomma constrictum Simon, 1896 (Brasil)
- Apochinomma dacetonoides Mello-Leitão, 1948 (Guyana)
- Apochinomma dolosum Simon, 1897 (Índia)
- Apochinomma formica Simon, 1896 (Brasil)
- Apochinomma formicaeforme Pavesi, 1881 (Oest, Central, Àfrica meridional)
- Apochinomma formicoides Mello-Leitão, 1939 (Brasil)
- Apochinomma myrmecioides Mello-Leitão, 1922 (Brasil)
- Apochinomma nitidum (Thorell, 1895) (Índia, Myanmar, Tailàndia, Borneo, Sulawesi)
- Apochinomma pyriforme (Keyserling, 1891) (Brasil)
- Apochinomma semiglabrum Simon, 1896 (Sud-àfrica)

### Arushina
Arushina Caporiacco, 1947
- Arushina dentichelis Caporiacco, 1947 (Tanzània)

### Attacobius
Attacobius Mello-Leitão, 1925
- Attacobius attarum (Roewer, 1935) (Brasil)
- Attacobius blakei Bonaldo & Brescovit, 2005 (Brasil)
- Attacobius carranca Bonaldo & Brescovit, 2005 (Brasil)
- Attacobius kitae Bonaldo & Brescovit, 2005 (Brasil)
- Attacobius lamellatus Bonaldo & Brescovit, 2005 (Brasil)
- Attacobius luederwaldti (Mello-Leitão, 1923) (Brasil)
- Attacobius nigripes (Mello-Leitão, 1942) (Argentina)
- Attacobius tucurui Bonaldo & Brescovit, 2005 (Brasil)
- Attacobius uiriri Bonaldo & Brescovit, 2005 (Brasil)
- Attacobius verhaaghi Bonaldo & Brescovit, 1998 (Brasil)

### Austrachelas
Austrachelas Lawrence, 1938
- Austrachelas incertus Lawrence, 1938 (Sud-àfrica)
- Austrachelas natalensis Lawrence, 1942 (Sud-àfrica)

### Austrophaea
Austrophaea Lawrence, 1952
- Austrophaea festiva Lawrence, 1952 (Sud-àfrica)
- Austrophaea zebra Lawrence, 1952 (Sud-àfrica)

## B

### Brachyphaea
Brachyphaea Simon, 1895
- Brachyphaea berlandi Lessert, 1915 (Àfrica oriental)
- Brachyphaea castanea Simon, 1896 (Zanzíbar)
- Brachyphaea fagei Caporiacco, 1939 (Etiòpia)
- Brachyphaea hulli Lessert, 1921 (Àfrica oriental)
- Brachyphaea proxima Lessert, 1921 (Àfrica oriental)
- Brachyphaea simoni Simon, 1895 (Àfrica oriental)
- Brachyphaea simpliciaculeata Caporiacco, 1949 (Kenya)
- Brachyphaea vulpina Simon, 1896 (Mozambique)

## C

### Cambalida
Cambalida Simon, 1910
- Cambalida coriacea Simon, 1910 (Sierra Leone, Costa d'Ivori)
- Cambalida fulvipes Simon, 1910 (Guinea-Bissau)
- Cambalida insulana Simon, 1910 (Equatorial Guinea)

### Castanilla
Castanilla Caporiacco, 1936
- Castanilla marchesii Caporiacco, 1936 (Líbia)
- Castanilla quinquemaculata Caporiacco, 1936 (Líbia)

### Castianeira
Castianeira Keyserling, 1879
- Castianeira abuelita Reiskind, 1969 (Panamà)
- Castianeira adhartali Gajbe, 2003 (Índia)
- Castianeira alata Muma, 1945 (EUA)
- Castianeira alba Reiskind, 1969 (Costa Rica, Panamà)
- Castianeira albivulvae Mello-Leitão, 1922 (Brasil)
- Castianeira albomaculata Berland, 1922 (Kenya)
- Castianeira albopicta Gravely, 1931 (Índia)
- Castianeira alfa Reiskind, 1969 (EUA)
- Castianeira alteranda Gertsch, 1942 (EUA, Canadà)
- Castianeira amoena (C. L. Koch, 1841) (EUA, Mèxic)
- Castianeira antinorii (Pavesi, 1880) (Algèria, Tunísia, Sudan, Egipte)
- Castianeira arcistriata Yin i cols., 1996 (Xina)
- Castianeira argentina Mello-Leitão, 1942 (Argentina)
- Castianeira arnoldii Charitonov, 1946 (Uzbekistan)
- Castianeira athena Reiskind, 1969 (EUA, Mèxic)
- Castianeira atypica Mello-Leitão, 1929 (Brasil)
- Castianeira azteca Reiskind, 1969 (Mèxic)
- Castianeira badia (Simon, 1877) (Espanya)
- Castianeira bartholini Simon, 1901 (Àfrica oriental)
- Castianeira bengalensis Biswas, 1984 (Índia)
- Castianeira bicolor (Simon, 1890) (Àfrica oriental)
- Castianeira brevis Keyserling, 1891 (Brasil)
- Castianeira brunellii Caporiacco, 1940 (Etiòpia)
- Castianeira buelowae Mello-Leitão, 1946 (Paraguai)
- Castianeira carvalhoi Mello-Leitão, 1947 (Brasil)
- Castianeira cecchii (Pavesi, 1883) (Etiòpia, Àfrica oriental)
- Castianeira chrysura Mello-Leitão, 1943 (Brasil)
- Castianeira cincta (Banks, 1929) (Panamà)
- Castianeira cingulata (C. L. Koch, 1841) (EUA, Canadà)
- Castianeira claveroensis Mello-Leitão, 1943 (Argentina)
- Castianeira crocata (Hentz, 1847) (EUA)
- Castianeira crucigera (Hentz, 1847) (EUA)
- Castianeira cubana (Banks, 1926) (EUA, Cuba, Panamà)
- Castianeira cyclindracea Simon, 1896 (Brasil)
- Castianeira daoxianensis Yin i cols., 1996 (Xina)
- Castianeira delicatula Simon, 1910 (Sierra Leone)
- Castianeira deminuta Simon, 1910 (Sierra Leone, Congo)
- Castianeira dentata Chickering, 1937 (Panamà)
- Castianeira depygata Strand, 1916 (Àfrica oriental)
- Castianeira descripta (Hentz, 1847) (EUA, Canadà)
- Castianeira dorsata (Banks, 1898) (EUA, Mèxic)
- Castianeira drassodidoides Strand, 1915 (Israel)
- Castianeira dubia (O. P.-Cambridge, 1898) (Mèxic fins a Panamà)
- Castianeira dubia Mello-Leitão, 1922 (Brasil)
- Castianeira dugesi (Becker, 1879) (Mèxic)
- Castianeira flavimaculata Hu, Song & Zheng, 1985 (Xina, Corea)
- Castianeira flavipatellata Yin i cols., 1996 (Xina)
- Castianeira flavipes Gravely, 1931 (Índia)
- Castianeira flebilis O. P.-Cambridge, 1898 (Mèxic)
- Castianeira floridana (Banks, 1904) (EUA, Cuba)
- Castianeira formosula Simon, 1910 (Bioko)
- Castianeira fulvipes Simon, 1896 (Sud-àfrica)
- Castianeira fusconigra Berland, 1922 (Kenya)
- Castianeira gaucha Mello-Leitão, 1943 (Brasil)
- Castianeira gertschi Kaston, 1945 (EUA, Canadà)
- Castianeira guapa Reiskind, 1969 (Panamà)
- Castianeira himalayensis Gravely, 1931 (Índia)
- Castianeira hongkong Song, Zhu & Wu, 1997 (Xina)
- Castianeira indica Tikader, 1981 (Índia)
- Castianeira inquinata (Thorell, 1890) (Sumatra)
- Castianeira insulicola Strand, 1916 (Àfrica oriental)
- Castianeira isophthalma Mello-Leitão, 1930 (Brasil)
- Castianeira kibonotensis Lessert, 1921 (Etiòpia, Àfrica oriental)
- Castianeira lachrymosa (O. P.-Cambridge, 1898) (Mèxic)
- Castianeira leptopoda Mello-Leitão, 1929 (Brasil)
- Castianeira littoralis Mello-Leitão, 1926 (Brasil)
- Castianeira longipalpa (Hentz, 1847) (EUA, Canadà)
- Castianeira loricifera (Simon, 1886) (Senegal)
- Castianeira luctifera Petrunkevitch, 1911 (EUA)
- Castianeira luctuosa O. P.-Cambridge, 1898 (Mèxic)
- Castianeira luteipes Mello-Leitão, 1922 (Brasil)
- Castianeira maculata Keyserling, 1891 (Brasil)
- Castianeira majungae Simon, 1896 (Madagascar)
- Castianeira memnonia (C. L. Koch, 1841) (Panamà)
- Castianeira mestrali Lessert, 1921 (Àfrica oriental)
- Castianeira mexicana (Banks, 1898) (EUA, Mèxic)
- Castianeira micaria (Simon, 1886) (Senegal)
- Castianeira minensis Mello-Leitão, 1926 (Brasil)
- Castianeira munieri (Simon, 1877) (Marroc, Algèria)
- Castianeira nanella Gertsch, 1933 (EUA, Mèxic)
- Castianeira obscura Keyserling, 1891 (Brasil)
- Castianeira occidens Reiskind, 1969 (EUA, Mèxic)
- Castianeira onerosa (Keyserling, 1891) (Brasil)
- Castianeira patellaris Mello-Leitão, 1943 (Brasil)
- Castianeira peregrina (Gertsch, 1935) (EUA)
- Castianeira phaeochroa Simon, 1910 (Guinea-Bissau)
- Castianeira pictipes Mello-Leitão, 1942 (Argentina)
- Castianeira plorans (O. P.-Cambridge, 1898) (Mèxic)
- Castianeira polyacantha Mello-Leitão, 1929 (Brasil)
- Castianeira pugnax Mello-Leitão, 1948 (Guyana)
- Castianeira pulcherrima (O. P.-Cambridge, 1874) (Andes)
- Castianeira quadrimaculata Reimoser, 1934 (Índia)
- Castianeira quadritaeniata (Simon, 1905) (Java, Filipines)
- Castianeira quechua Chamberlin, 1916 (Perú)
- Castianeira rica Reiskind, 1969 (Mèxic fins a Costa Rica)
- Castianeira rothi Reiskind, 1969 (EUA)
- Castianeira rubicunda Keyserling, 1879 (Colòmbia)
- Castianeira rugosa Denis, 1958 (Afganistan)
- Castianeira russellsmithi Deeleman-Reinhold, 2001 (Sulawesi)
- Castianeira rutilans Simon, 1896 (Brasil)
- Castianeira salticina (Taczanowski, 1874) (Guaiana Francesa)
- Castianeira scutata Schmidt, 1971 (Brasil)
- Castianeira setosa Mello-Leitão, 1947 (Brasil)
- Castianeira sexmaculata Mello-Leitão, 1926 (Brasil)
- Castianeira shaxianensis Gong, 1983 (Xina, Corea, Japó)
- Castianeira similis (Banks, 1929) (Mèxic fins a Panamà)
- Castianeira soyauxi (Karsch, 1879) (Congo)
- Castianeira spinipalpis Mello-Leitão, 1945 (Argentina)
- Castianeira stylifera Kraus, 1955 (El Salvador)
- Castianeira tenuiformis Simon, 1896 (Bolívia, Paraguai)
- Castianeira tenuis Simon, 1896 (Brasil)
- Castianeira teres Simon, 1897 (Paraguai)
- Castianeira thalia Reiskind, 1969 (EUA)
- Castianeira thomensis Simon, 1910 (Sao Tom?)
- Castianeira tinae Patel & Patel, 1973 (Índia, Xina)
- Castianeira trifasciata Yin i cols., 1996 (Xina)
- Castianeira trilineata (Hentz, 1847) (EUA, Canadà)
- Castianeira trimac Reiskind, 1969 (Panamà)
- Castianeira truncata Kraus, 1955 (El Salvador)
- Castianeira valida Keyserling, 1891 (Brasil)
- Castianeira variata Gertsch, 1942 (EUA, Canadà)
- Castianeira venusta (Banks, 1898) (Mèxic, Guatemala)
- Castianeira venustula (Pavesi, 1895) (Etiòpia)
- Castianeira virgulifera Mello-Leitão, 1922 (Brasil)
- Castianeira vittatula Roewer, 1951 (Brasil)
- Castianeira vulnerea Gertsch, 1942 (EUA)
- Castianeira walsinghami (O. P.-Cambridge, 1874) (EUA, Canadà)
- Castianeira xanthomela Mello-Leitão, 1941 (Argentina)
- Castianeira zembla Reiskind, 1969 (Mèxic)
- Castianeira zetes Simon, 1897 (Bangladesh, Índia)
- Castianeira zionis (Chamberlin & Woodbury, 1929) (EUA)

### Castoponera
Castoponera Deeleman-Reinhold, 2001
- Castoponera ciliata (Deeleman-Reinhold, 1993) (Malàisia, Sumatra)
- Castoponera lecythus Deeleman-Reinhold, 2001 (Borneo)
- Castoponera scotopoda (Deeleman-Reinhold, 1993) (Borneo)

### Cetonana
Cetonana Strand, 1929
- Cetonana aculifera (Strand, 1916) (Madagascar)
- Cetonana coenosa (Simon, 1897) (Sud-àfrica)
- Cetonana curvipes (Tucker, 1920) (Sud-àfrica)
- Cetonana laticeps (Canestrini, 1868) (Europa)
- Cetonana lineolata (Mello-Leitão, 1941) (Brasil)
- Cetonana martini (Simon, 1897) (Sud-àfrica)
- Cetonana orientalis (Schenkel, 1936) (Xina, Corea)
- Cetonana petrunkevitchi Mello-Leitão, 1945 (Brasil)
- Cetonana setosa (Simon, 1897) (Brasil)
- Cetonana simoni (Lawrence, 1942) (Sud-àfrica)
- Cetonana tridentata (Lessert, 1923) (Sud-àfrica)

### Coenoptychus
Coenoptychus Simon, 1885
- Coenoptychus pulcher Simon, 1885 (Índia, Sri Lanka)

### Copa
Copa Simon, 1886
- Copa agelenina Simon, 1910 (Àfrica meridional)
- Copa annulata Simon, 1896 (Sri Lanka)
- Copa auroplumosa Strand, 1907 (Madagascar)
- Copa benina Strand, 1916 (Est, Àfrica meridional)
  - Copa benina nigra Lessert, 1933 (Angola)
- Copa flavoplumosa Simon, 1886 (Àfrica Occidental)
- Copa lacustris Strand, 1916 (Àfrica oriental)
- Copa lineata Simon, 1903 (Madagascar)
- Copa longespina Simon, 1910 (Guinea-Bissau)
- Copa spinosa Simon, 1896 (Sri Lanka)

### Corinna
Corinna C. L. Koch, 1841
- Corinna aberrans Franganillo, 1926 (Cuba)
- Corinna aenea Simon, 1896 (Brasil)
- Corinna alticeps (Keyserling, 1891) (Brasil)
- Corinna andina (Simon, 1898) (Ecuador)
- Corinna annulipes (Taczanowski, 1874) (Brasil, Guaiana Francesa, Perú)
- Corinna anomala Schmidt, 1971 (Ecuador)
- Corinna areolata Thorell, 1899 (Camerun)
- Corinna bicincta Simon, 1896 (Brasil)
- Corinna bonneti Caporiacco, 1947 (Guyana)
- Corinna botucatensis (Keyserling, 1891) (Brasil)
- Corinna bristoweana Mello-Leitão, 1926 (Brasil)
- Corinna brunneipeltula Strand, 1911 (Nova Guinea)
- Corinna buccosa Simon, 1896 (Amazonas)
- Corinna bulbosa F. O. P.-Cambridge, 1899 (Mèxic fins a Panamà)
- Corinna bulbula F. O. P.-Cambridge, 1899 (Panamà)
- Corinna capito (Lucas, 1856) (Brasil)
- Corinna chickeringi (Caporiacco, 1955) (Veneçuela)
- Corinna colombo Bonaldo, 2000 (Brasil, Argentina)
- Corinna corvina Simon, 1896 (Paraguai)
- Corinna cribrata (Simon, 1886) (Zanzíbar)
- Corinna cruenta (Bertkau, 1880) (Brasil)
- Corinna ducke Bonaldo, 2000 (Brasil)
- Corinna eresiformis Simon, 1896 (Amazonas)
- Corinna ferox Simon, 1896 (Brasil, Perú)
- Corinna galeata Simon, 1896 (Brasil)
- Corinna granadensis (L. Koch, 1866) (Colòmbia)
- Corinna grandis (Simon, 1898) (Brasil, Guyana)
- Corinna haemorrhoa (Bertkau, 1880) (Brasil)
  - Corinna humilis reichardti (Strand, 1916) (Illes Grand Cayman)
- Corinna ignota Mello-Leitão, 1922 (Brasil)
- Corinna inermis (Bertkau, 1880) (Brasil)
- Corinna javuyae Petrunkevitch, 1930 (Puerto Rico)
- Corinna kochi (Simon, 1898) (Colòmbia)
- Corinna longitarsis Strand, 1906 (Sao Tom?)
- Corinna loricata (Bertkau, 1880) (Brasil, Uruguai, Paraguai, Argentina)
- Corinna macra (L. Koch, 1866) (Colòmbia)
- Corinna major Berland, 1922 (Kenya)
- Corinna mandibulata Strand, 1906 (Etiòpia)
- Corinna mexicana (Banks, 1898) (Mèxic)
- Corinna modesta Banks, 1909 (Costa Rica)
- Corinna mourai Bonaldo, 2000 (Brasil)
- Corinna napaea Simon, 1897 (Saint Vincent)
- Corinna natalis Pocock, 1898 (Sud-àfrica)
- Corinna nitens (Keyserling, 1891) (Brasil, Uruguai, Paraguai, Argentina)
- Corinna nossibeensis Strand, 1907 (Madagascar)
- Corinna octodentata Franganillo, 1946 (Cuba)
- Corinna olivacea Strand, 1906 (Etiòpia)
- Corinna parva (Keyserling, 1891) (Brasil)
- Corinna parvula Bryant, 1940 (Cuba, Hispaniola)
- Corinna peninsulana Banks, 1898 (Mèxic)
- Corinna perida Chickering, 1972 (Panamà)
- Corinna phalerata Simon, 1896 (Brasil)
- Corinna pictipes Banks, 1909 (Costa Rica)
- Corinna plumipes (Bertkau, 1880) (Brasil)
- Corinna propera (Dyal, 1935) (Pakistan)
- Corinna punicea Simon, 1897 (Saint Vincent)
- Corinna recurva Bonaldo, 2000 (Brasil)
- Corinna rubripes C. L. Koch, 1841 (Brasil, Guyana)
- Corinna sanguinea Strand, 1906 (Etiòpia)
  - Corinna sanguinea inquirenda Strand, 1906 (Etiòpia)
- Corinna selysi (Bertkau, 1880) (Brasil)
- Corinna spinifera (Keyserling, 1887) (Nicaragua)
- Corinna tatei Gertsch, 1942 (Veneçuela)
- Corinna testacea (Banks, 1898) (Mèxic)
- Corinna toussainti Bryant, 1948 (Hispaniola)
- Corinna travassosi Mello-Leitão, 1939 (Brasil)
- Corinna urbanae Soares & Camargo, 1948 (Brasil)
- Corinna variegata F. O. P.-Cambridge, 1899 (Guatemala, Guyana)
- Corinna venezuelica (Caporiacco, 1955) (Veneçuela)

### Corinnomma
Corinnomma Karsch, 1880
- Corinnomma afghanicum Roewer, 1962 (Afganistan)
- Corinnomma albobarbatum Simon, 1897 (Saint Vincent)
- Corinnomma comulatum Thorell, 1891 (Illes Nicobar)
- Corinnomma formiciforme Rainbow, 1904 (Nova Gal·les del Sud)
- Corinnomma javanum Simon, 1905 (Tailàndia, Java, Borneo)
- Corinnomma moerens Thorell, 1890 (Sumatra)
- Corinnomma olivaceum Simon, 1896 (Etiòpia)
- Corinnomma plumosa (Thorell, 1881) (Moluques)
- Corinnomma rapax Deeleman-Reinhold, 1993 (Sumatra, Borneo)
- Corinnomma rufofuscum Reimoser, 1934 (Índia)
- Corinnomma severum (Thorell, 1877) (Índia fins a la Xina, Filipines, Sulawesi)
- Corinnomma suaverubens Simon, 1896 (Queensland)
- Corinnomma thorelli Simon, 1905 (Java)

### Creugas
Creugas Thorell, 1878
- Creugas annamae (Gertsch & Davis, 1940) (Mèxic)
- Creugas apophysarius (Caporiacco, 1947) (Guyana)
- Creugas bajulus (Gertsch, 1942) (Mèxic)
- Creugas bellator (L. Koch, 1866) (Veneçuela, Colòmbia, Ecuador)
- Creugas berlandi Bonaldo, 2000 (Ecuador)
- Creugas bicuspis (F. O. P.-Cambridge, 1899) (Mèxic)
- Creugas cinnamius Simon, 1888 (Mèxic)
- Creugas epicureanus (Chamberlin, 1924) (Mèxic)
- Creugas falculus (F. O. P.-Cambridge, 1899) (Mèxic)
- Creugas gulosus Thorell, 1878 (Cosmopolita)
- Creugas lisei Bonaldo, 2000 (Brasil, Uruguai, Argentina)
- Creugas mucronatus (F. O. P.-Cambridge, 1899) (Costa Rica, Panamà)
- Creugas navus (F. O. P.-Cambridge, 1899) (Mèxic)
- Creugas nigricans (C. L. Koch, 1841) (Mèxic, Colòmbia)
- Creugas plumatus (L. Koch, 1866) (Colòmbia)
- Creugas praeceps (F. O. P.-Cambridge, 1899) (Mèxic)
- Creugas silvaticus (Chickering, 1937) (Panamà)
- Creugas uncatus (F. O. P.-Cambridge, 1899) (Mèxic)

### Cycais
Cycais Thorell, 1877
- Cycais cylindrata Thorell, 1877 (Sulawesi)
- Cycais gracilis Karsch, 1879 (Japó)

## D

### Drassinella
Drassinella Banks, 1904
- Drassinella gertschi Platnick & Ubick, 1989 (EUA, Mèxic)
- Drassinella modesta Banks, 1904 (EUA)
- Drassinella schulzefenai (Chamberlin & Ivie, 1936) (Mèxic)
- Drassinella sclerata (Chamberlin & Ivie, 1935) (EUA)
- Drassinella siskiyou Platnick & Ubick, 1989 (EUA)
- Drassinella sonoma Platnick & Ubick, 1989 (EUA)
- Drassinella unicolor (Chamberlin & Ivie, 1935) (EUA)

## E

### EXinax
EXinax Deeleman-Reinhold, 2001
- EXinax anlongensis Yang, Song & Zhu, 2004 (Xina)
- EXinax bosmansi (Deeleman-Reinhold, 1995) (Sulawesi)
- EXinax javana (Deeleman-Reinhold, 1995) (Java)
- EXinax oxyopoides (Deeleman-Reinhold, 1995) (Xina, Sumatra, Borneo)
- EXinax panache Deeleman-Reinhold, 2001 (Xina, Tailàndia)

### Ecitocobius
Ecitocobius Bonaldo & Brescovit, 1998
- Ecitocobius comissator Bonaldo & Brescovit, 1998 (Brasil)

### Erendira
Erendira Bonaldo, 2000
- Erendira atrox (Caporiacco, 1955) (Veneçuela)
- Erendira luteomaculata (Petrunkevitch, 1925) (Panamà)
- Erendira pallidoguttata (Simon, 1897) (Puerto Rico, Antilles Petites)
- Erendira pictithorax (Caporiacco, 1955) (Veneçuela)
- Erendira subsignata (Simon, 1897) (Saint Vincent)

## F

### Falconina
Falconina Brignoli, 1985
- Falconina albomaculosa (Schmidt, 1971) (Ecuador)
- Falconina crassipalpis (Chickering, 1937) (Panamà, Cuba)
- Falconina gracilis (Keyserling, 1891) (Brasil, Paraguai, Argentina (introduïda als EUA))
- Falconina melloi (Schenkel, 1953) (Colòmbia, Veneçuela)

## G

### Graptartia
Graptartia Simon, 1896
- Graptartia granulosa Simon, 1896 (Central, Est, Àfrica meridional)
- Graptartia mutillica Haddad, 2004 (Costa d'Ivori, Etiòpia, Tanzània, Sud-àfrica)
- Graptartia scabra (Simon, 1878) (Marroc, Algèria)
- Graptartia tropicalis Haddad, 2004 (Congo, Tanzània, Sud-àfrica)

## H

### Hortipes
Hortipes Bosselaers & Ledoux, 1998
- Hortipes abucoletus Bosselaers & Jocqué, 2000 (Camerun)
- Hortipes aelurisiepae Bosselaers & Jocqué, 2000 (Sud-àfrica)
- Hortipes alderweireldti Bosselaers & Jocqué, 2000 (Equatorial Guinea)
- Hortipes amphibolus Bosselaers & Jocqué, 2000 (Congo)
- Hortipes anansiodatus Bosselaers & Jocqué, 2000 (Camerun)
- Hortipes angariopsis Bosselaers & Jocqué, 2000 (Tanzània)
- Hortipes arboricola Ledoux & Emerit, 1998 (Gabon)
- Hortipes architelones Bosselaers & Jocqué, 2000 (Camerun)
- Hortipes atalante Bosselaers & Jocqué, 2000 (Sud-àfrica)
- Hortipes auriga Bosselaers & Jocqué, 2000 (Congo)
- Hortipes aurora Bosselaers & Jocqué, 2000 (Congo)
- Hortipes baerti Bosselaers & Jocqué, 2000 (Costa d'Ivori)
- Hortipes bjorni Bosselaers & Jocqué, 2000 (Tanzània)
- Hortipes bosmansi Bosselaers & Jocqué, 2000 (Camerun)
- Hortipes calliblepharus Bosselaers & Jocqué, 2000 (Camerun)
- Hortipes castor Bosselaers & Jocqué, 2000 (Tanzània)
- Hortipes centralis Bosselaers & Jocqué, 2000 (Congo)
- Hortipes chrysothemis Bosselaers & Jocqué, 2000 (Camerun)
- Hortipes coccinatus Bosselaers & Jocqué, 2000 (Sud-àfrica)
- Hortipes contubernalis Bosselaers & Jocqué, 2000 (Sud-àfrica)
- Hortipes creber Bosselaers & Jocqué, 2000 (Tanzània)
- Hortipes cucurbita Bosselaers & Jocqué, 2000 (Tanzània)
- Hortipes delphinus Bosselaers & Jocqué, 2000 (Tanzània)
- Hortipes depravator Bosselaers & Jocqué, 2000 (Camerun)
- Hortipes echo Bosselaers & Jocqué, 2000 (Congo)
- Hortipes exoptans Bosselaers & Jocqué, 2000 (Tanzània)
- Hortipes falcatus Bosselaers & Jocqué, 2000 (Congo, Ruanda, Uganda)
- Hortipes fastigiensis Bosselaers & Jocqué, 2000 (Tanzània)
- Hortipes fortipes Bosselaers & Jocqué, 2000 (Equatorial Guinea)
- Hortipes griswoldi Bosselaers & Jocqué, 2000 (Sud-àfrica)
- Hortipes hastatus Bosselaers & Jocqué, 2000 (Congo, Uganda)
- Hortipes hesperoecius Bosselaers & Jocqué, 2000 (Sierra Leone)
- Hortipes hormigricola Bosselaers & Jocqué, 2000 (Camerun)
- Hortipes horta Bosselaers & Jocqué, 2000 (Congo)
- Hortipes hyakutake Bosselaers & Jocqué, 2000 (Sud-àfrica)
- Hortipes irimus Bosselaers & Jocqué, 2000 (Sud-àfrica)
- Hortipes klumpkeae Bosselaers & Jocqué, 2000 (Tanzània)
- Hortipes lejeunei Bosselaers & Jocqué, 2000 (Congo, Rwanda)
- Hortipes leno Bosselaers & Jocqué, 2000 (Tanzània)
- Hortipes libidinosus Bosselaers & Jocqué, 2000 (Tanzània)
- Hortipes licnophorus Bosselaers & Jocqué, 2000 (Sud-àfrica)
- Hortipes limicola Ledoux & Emerit, 1998 (Gabon)
- Hortipes luytenae Bosselaers & Ledoux, 1998 (Sud-àfrica)
- Hortipes machaeropolion Bosselaers & Jocqué, 2000 (Nigèria)
- Hortipes marginatus Ledoux & Emerit, 1998 (Costa d'Ivori)
- Hortipes merwei Bosselaers & Jocqué, 2000 (Sud-àfrica)
- Hortipes mesembrinus Bosselaers & Jocqué, 2000 (Sud-àfrica)
- Hortipes mulciber Bosselaers & Jocqué, 2000 (Tanzània)
- Hortipes narcissus Bosselaers & Jocqué, 2000 (Congo)
- Hortipes orchatocnemis Bosselaers & Jocqué, 2000 (Malawi)
- Hortipes oronesiotes Bosselaers & Jocqué, 2000 (Malawi)
- Hortipes ostiovolutus Bosselaers & Jocqué, 2000 (Tanzània)
- Hortipes paludigena Ledoux & Emerit, 1998 (Gabon)
- Hortipes penthesileia Bosselaers & Jocqué, 2000 (Malawi)
- Hortipes platnicki Bosselaers & Jocqué, 2000 (Tanzània)
- Hortipes pollux Bosselaers & Jocqué, 2000 (Malawi)
- Hortipes puylaerti Bosselaers & Jocqué, 2000 (Camerun)
- Hortipes robertus Bosselaers & Jocqué, 2000 (Camerun)
- Hortipes rothorum Bosselaers & Jocqué, 2000 (Sud-àfrica)
- Hortipes salticola Bosselaers & Jocqué, 2000 (Tanzània)
- Hortipes sceptrum Bosselaers & Jocqué, 2000 (Camerun)
- Hortipes scharffi Bosselaers & Jocqué, 2000 (Tanzània)
- Hortipes schoemanae Bosselaers & Jocqué, 2000 (Sud-àfrica)
- Hortipes silvarum Ledoux & Emerit, 1998 (Costa d'Ivori)
- Hortipes stoltzei Bosselaers & Jocqué, 2000 (Tanzània)
- Hortipes tarachodes Bosselaers & Jocqué, 2000 (Congo)
- Hortipes terminator Bosselaers & Jocqué, 2000 (Congo)
- Hortipes wimmertensi Bosselaers & Jocqué, 2000 (Sud-àfrica)
- Hortipes zombaensis Bosselaers & Jocqué, 2000 (Malawi)

### Humua
Humua Ono, 1987
- Humua takeuchii Ono, 1987 (Illes Ryukyu)

## I

### Ianduba
Ianduba Bonaldo, 1997
- Ianduba caxixe Bonaldo, 1997 (Brasil)
- Ianduba patua Bonaldo, 1997 (Brasil)
- Ianduba paubrasil Bonaldo, 1997 (Brasil)
- Ianduba varia (Keyserling, 1891) (Brasil, Argentina)
- Ianduba vatapa Bonaldo, 1997 (Brasil)

## K

### Koppe
Koppe Deeleman-Reinhold, 2001
- Koppe armata (Simon, 1896) (Sri Lanka)
- Koppe baerti Deeleman-Reinhold, 2001 (Sulawesi)
- Koppe calciphila Deeleman-Reinhold, 2001 (Sulawesi)
- Koppe doleschalli Deeleman-Reinhold, 2001 (Moluques)
- Koppe kinabalensis Deeleman-Reinhold, 2001 (Borneo)
- Koppe kuntneri Deeleman-Reinhold, 2001 (Moluques)
- Koppe minuta Deeleman-Reinhold, 2001 (Java, Sumatra)
- Koppe montana Deeleman-Reinhold, 2001 (Java)
- Koppe no Deeleman-Reinhold, 2001 (Sulawesi)
- Koppe princeps Deeleman-Reinhold, 2001 (Sulawesi)
- Koppe radiata (Thorell, 1881) (Nova Guinea)
- Koppe sumba Deeleman-Reinhold, 2001 (Lesser Illes Sunda)
- Koppe tinikitkita (Barrion & Litsinger, 1995) (Filipines)

## L

### Lessertina
Lessertina Lawrence, 1942
- Lessertina mutica Lawrence, 1942 (Sud-àfrica)

### Liophrurillus
Liophrurillus Wunderlich, 1992
- Liophrurillus flavitarsis (Lucas, 1846) (Europa, Madeira, Àfrica del Nord)

## M

### Mandaneta
Mandaneta Strand, 1932
- Mandaneta sudana (Karsch, 1880) (Sudan)

### Mazax
Mazax O. P.-Cambridge, 1898
- Mazax ajax Reiskind, 1969 (Mèxic)
- Mazax chickeringi Reiskind, 1969 (Jamaica)
- Mazax kaspari Cokendolpher, 1978 (EUA)
- Mazax pax Reiskind, 1969 (EUA fins a Panamà)
- Mazax spinosa (Simon, 1897) (Amèrica Central, Antilles Petites)
- Mazax xerxes Reiskind, 1969 (Costa Rica)

### Medmassa
Medmassa Simon, 1887
- Medmassa australiensis (L. Koch, 1867) (Nova Gal·les del Sud)
- Medmassa bicolor Hogg, 1900 (Victòria)
- Medmassa celebensis (Deeleman-Reinhold, 1995) (Sulawesi)
- Medmassa diplogale Deeleman-Reinhold, 2001 (Borneo)
- Medmassa frenata (Simon, 1877) (Filipines)
- Medmassa fusca Hogg, 1900 (Victòria)
- Medmassa hiekae Berland, 1922 (Etiòpia)
- Medmassa insignis (Thorell, 1890) (Sumatra, Borneo)
- Medmassa kltina (Barrion & Litsinger, 1995) (Filipines)
- Medmassa laurenti Lessert, 1946 (Congo)
- Medmassa lesserti Strand, 1916 (Àfrica oriental)
- Medmassa nitida Lawrence, 1937 (Sud-àfrica)
- Medmassa nyctalops Simon, 1910 (Bioko)
- Medmassa pallipes (L. Koch, 1873) (Nova Gal·les del Sud, Victòria)
- Medmassa proxima Lessert, 1923 (Sud-àfrica)
- Medmassa pulchra (Thorell, 1881) (Nova Guinea)
- Medmassa pusilla Simon, 1896 (Nova Caledònia)
- Medmassa semiaurantiaca Simon, 1910 (Guinea-Bissau)
- Medmassa semiflava Simon, 1896 (Queensland)
- Medmassa tigris (Deeleman-Reinhold, 1995) (Sumatra, Borneo)
- Medmassa vidua Lessert, 1923 (Sud-àfrica)

### Megalostrata
Megalostrata Karsch, 1880
- Megalostrata bruneri (Bryant, 1936) (Cuba)
- Megalostrata depicta (O. P.-Cambridge, 1895) (Mèxic)
- Megalostrata monistica (Chamberlin, 1924) (Mèxic)
- Megalostrata raptor (L. Koch, 1866) (Mèxic fins a Panamà)
- Megalostrata unicolor (Banks, 1901) (EUA)

### Merenius
Merenius Simon, 1910
- Merenius alberti Lessert, 1923 (Sud-àfrica)
- Merenius concolor Caporiacco, 1947 (Tanzània)
- Merenius myrmex Simon, 1910 (Guinea-Bissau)
- Merenius plumosus Simon, 1910 (Guinea-Bissau)
- Merenius proximus Lessert, 1929 (Congo)
  - Merenius proximus quadrimaculatus Lessert, 1946 (Congo)
- Merenius recurvatus (Strand, 1906) (Etiòpia, Àfrica oriental)
- Merenius simoni Lessert, 1921 (Congo, Àfrica oriental)
- Merenius solitarius Lessert, 1946 (Congo)
- Merenius tenuiculus Simon, 1910 (Sierra Leone)
- Merenius Iemenensis Denis, 1953 (Iemen)

### Meriola
Meriola Banks, 1895
- Meriola arcifera (Simon, 1886) (Xile, Bolívia, Argentina, EUA (introduïda), Hawaii)
- Meriola balcarce Platnick & Ewing, 1995 (Argentina)
- Meriola barrosi (Mello-Leitão, 1951) (Xile, Argentina)
- Meriola californica (Banks, 1904) (EUA, Mèxic)
- Meriola cetiformis (Strand, 1908) (Perú, Brasil, Bolívia, Xile, Argentina)
- Meriola davidi Grismado, 2004 (Argentina)
- Meriola decepta Banks, 1895 (EUA fins a Guatemala, Colòmbia, Ecuador, Perú, Brasil)
- Meriola fasciata (Mello-Leitão, 1941) (Brasil, Argentina)
- Meriola foraminosa (Keyserling, 1891) (Veneçuela fins a Xile)
- Meriola gallina Platnick & Ewing, 1995 (Xile)
- Meriola goloboffi Platnick & Ewing, 1995 (Argentina)
- Meriola hyltonae (Mello-Leitão, 1940) (Brasil, Argentina)
- Meriola longitarsis (Simon, 1904) (Xile, Argentina)
- Meriola manuel Platnick & Ewing, 1995 (Xile)
- Meriola mauryi Platnick & Ewing, 1995 (Argentina)
- Meriola nague Platnick & Ewing, 1995 (Xile)
- Meriola penai Platnick & Ewing, 1995 (Xile, Argentina)
- Meriola puyehue Platnick & Ewing, 1995 (Xile, Argentina)
- Meriola quilicura Platnick & Ewing, 1995 (Xile)
- Meriola rahue Platnick & Ewing, 1995 (Argentina)
- Meriola ramirezi Platnick & Ewing, 1995 (Argentina)
- Meriola tablas Platnick & Ewing, 1995 (Xile, Argentina)
- Meriola teresita Platnick & Ewing, 1995 (Argentina)
- Meriola virgata (Simon, 1904) (Xile)

### Messapus
Messapus Simon, 1898
- Messapus martini Simon, 1898 (Sud-àfrica)
- Messapus secundus Strand, 1907 (Àfrica oriental)

### Methesis
Methesis Simon, 1896
- Methesis bimaculata Simon, 1896 (Queensland)
- Methesis brevitarsa Caporiacco, 1954 (Guaiana Francesa)
- Methesis semirufa Simon, 1896 (Colòmbia, Brasil, Perú, Bolívia)

### Myrmecium
Myrmecium Latreille, 1824
- Myrmecium aurantiacum Mello-Leitão, 1941 (Brasil)
- Myrmecium bifasciatum Taczanowski, 1874 (Brasil, Guaiana Francesa)
- Myrmecium bonaerense Holmberg, 1881 (Argentina)
- Myrmecium camponotoides Mello-Leitão, 1932 (Brasil)
- Myrmecium dacetoniforme Mello-Leitão, 1932 (Brasil)
- Myrmecium fuscum Dahl, 1907 (Bolívia)
- Myrmecium gounellei Simon, 1896 (Brasil)
- Myrmecium itatiaiae Mello-Leitão, 1932 (Brasil)
- Myrmecium latreillei (Lucas, 1856) (Brasil)
- Myrmecium monacanthum Simon, 1897 (Veneçuela)
- Myrmecium obscurum Keyserling, 1891 (Brasil)
- Myrmecium reticulatum Dahl, 1907 (Perú)
- Myrmecium rufum Latreille, 1824 (Brasil)
- Myrmecium trifasciatum Caporiacco, 1947 (Guyana)
- Myrmecium vertebratum (Walckenaer, 1837) (Brasil)
- Myrmecium viehmeyeri Dahl, 1907 (Perú)

### Myrmecotypus
Myrmecotypus O. P.-Cambridge, 1894
- Myrmecotypus fuliginosus O. P.-Cambridge, 1894 (Mèxic)
- Myrmecotypus lineatipes Chickering, 1937 (Panamà)
- Myrmecotypus lineatus (Emerton, 1909) (EUA)
- Myrmecotypus niger Chickering, 1937 (Panamà)
- Myrmecotypus olympus Reiskind, 1969 (Panamà)
- Myrmecotypus orpheus Reiskind, 1969 (Panamà)
- Myrmecotypus pilosus (O. P.-Cambridge, 1898) (Mèxic fins a Panamà)
- Myrmecotypus rettenmeyeri Unzicker, 1965 (Panamà)

## O

### Oedignatha
Oedignatha Thorell, 1881
- Oedignatha affinis Simon, 1897 (Sri Lanka)
- Oedignatha albofasciata Strand, 1907 (Índia)
- Oedignatha andamanensis (Tikader, 1977) (Illes Andaman)
- Oedignatha barbata Deeleman-Reinhold, 2001 (Tailàndia)
- Oedignatha bicolor Simon, 1896 (Sri Lanka)
- Oedignatha binoyii Reddy & Patel, 1993 (Índia)
- Oedignatha bucculenta Thorell, 1897 (Myanmar)
- Oedignatha canaca Berland, 1938 (Noves Hèbrides)
- Oedignatha carli Reimoser, 1934 (Índia)
- Oedignatha coriacea Simon, 1897 (Sri Lanka)
- Oedignatha dentifera Reimoser, 1934 (Índia)
- Oedignatha escheri Reimoser, 1934 (Índia)
- Oedignatha ferox (Thorell, 1897) (Myanmar)
- Oedignatha flavipes Simon, 1897 (Sri Lanka)
- Oedignatha gulosa Simon, 1897 (Sri Lanka)
- Oedignatha indica Reddy & Patel, 1993 (Índia)
- Oedignatha jocquei Deeleman-Reinhold, 2001 (Tailàndia)
- Oedignatha lesserti Reimoser, 1934 (Índia)
- Oedignatha major Simon, 1896 (Sri Lanka)
- Oedignatha microscutata Reimoser, 1934 (Índia)
- Oedignatha mogamoga Marples, 1955 (Malàisia, Seychelles, Borneo, Samoa)
- Oedignatha montigena Simon, 1897 (Sri Lanka)
- Oedignatha platnicki Song & Zhu, 1998 (Hong Kong)
- Oedignatha poonaensis Majumder & Tikader, 1991 (Índia)
- Oedignatha proboscidea (Strand, 1913) (Sri Lanka)
- Oedignatha procerula Simon, 1897 (Índia)
- Oedignatha retEUA Simon, 1897 (Sri Lanka)
- Oedignatha rugulosa Thorell, 1897 (Myanmar)
- Oedignatha scrobiculata Thorell, 1881 (Índia, Taiwan, Seychelles fins a les Filipines)
- Oedignatha sima Simon, 1886 (Tailàndia)
- Oedignatha spadix Deeleman-Reinhold, 2001 (Cèlebes, Lesser Illes Sunda)
- Oedignatha striata Simon, 1897 (Sri Lanka)
- Oedignatha tricuspidata Reimoser, 1934 (Índia)
- Oedignatha uncata Reimoser, 1934 (Índia)

### Olbus
Olbus Simon, 1880
- Olbus eryngiophilus Ramírez, Lopardo & Bonaldo, 2001 (Xile)
- Olbus jaguar Ramírez, Lopardo & Bonaldo, 2001 (Xile)
- Olbus krypto Ramírez, Lopardo & Bonaldo, 2001 (Xile)
- Olbus nahuelbuta Ramírez, Lopardo & Bonaldo, 2001 (Xile)
- Olbus sparassoides (Nicolet, 1849) (Xile)

### Orthobula
Orthobula Simon, 1897
- Orthobula bilobata Deeleman-Reinhold, 2001 (Sumatra, Borneo, Lesser Illes Sunda)
- Orthobula calceata Simon, 1897 (Sierra Leone)
- Orthobula charitonovi (Mikhailov, 1986) (Mediterrani Oriental fins a Àsia central)
- Orthobula crucifera Bösenberg & Strand, 1906 (Xina, Corea, Japó)
- Orthobula impressa Simon, 1897 (Sri Lanka, Seychelles)
- Orthobula infima Simon, 1896 (Sud-àfrica)
- Orthobula milloti Caporiacco, 1949 (Kenya)
- Orthobula pura Deeleman-Reinhold, 2001 (Sulawesi)
- Orthobula quadrinotata Deeleman-Reinhold, 2001 (Sulawesi)
- Orthobula qinghaiensis Hu, 2001 (Xina)
- Orthobula radiata Simon, 1897 (Sud-àfrica)
- Orthobula sicca Simon, 1903 (Madagascar)
- Orthobula spiniformis Tso i cols., 2005 (Taiwan)
- Orthobula tibenensis Hu, 2001 (Xina)
- Orthobula trinotata Simon, 1896 (Filipines)
- Orthobula yaginumai Platnick, 1977 (Xina)
- Orthobula zhangmuensis Hu & Li, 1987 (Xina)

### Otacilia
Otacilia Thorell, 1897
- Otacilia ambon Deeleman-Reinhold, 2001 (Moluques)
- Otacilia armatissima Thorell, 1897 (Myanmar)
- Otacilia komurai (Yaginuma, 1952) (Xina, Japó)
- Otacilia luna (Kamura, 1994) (Japó)
- Otacilia luzonica (Simon, 1898) (Filipines)
- Otacilia lynx (Kamura, 1994) (Taiwan, Japó)
- Otacilia onoi Deeleman-Reinhold, 2001 (Tailàndia)
- Otacilia ornata Deeleman-Reinhold, 2001 (Borneo)
- Otacilia parva Deeleman-Reinhold, 2001 (Sumatra)
- Otacilia sinifera Deeleman-Reinhold, 2001 (Tailàndia)
- Otacilia stell Kamura, 2005 (Japó)
- Otacilia taiwanica (Hayashi & Yoshida, 1993) (Taiwan, Japó)
- Otacilia vulpes (Kamura, 2001) (Japó)
- Otacilia zebra Deeleman-Reinhold, 2001 (Tailàndia)

## P

### Paccius
Paccius Simon, 1897
- Paccius angulatus Platnick, 2000 (Madagascar)
- Paccius elevatus Platnick, 2000 (Madagascar)
- Paccius griswoldi Platnick, 2000 (Madagascar)
- Paccius madagascariensis (Simon, 1889) (Madagascar)
- Paccius mucronatus Simon, 1898 (Madagascar)
- Paccius quadridentatus Simon, 1898 (Seychelles)
- Paccius quinteri Platnick, 2000 (Madagascar)
- Paccius scharffi Platnick, 2000 (Madagascar)

### Parachemmis
Parachemmis Chickering, 1937
- Parachemmis fuscus Chickering, 1937 (Panamà)
- Parachemmis hassleri (Gertsch, 1942) (Guyana)
- Parachemmis manauara Bonaldo, 2000 (Brasil)

### Paradiestus
Paradiestus Mello-Leitão, 1915
- Paradiestus aurantiacus Mello-Leitão, 1915 (Brasil)
- Paradiestus egregius (Simon, 1896) (Brasil)
- Paradiestus giganteus (Karsch, 1880) (Brasil)
- Paradiestus penicillatus (Mello-Leitão, 1939) (Brasil)
- Paradiestus vitiosus (Keyserling, 1891) (Brasil)

### Phonotimpus
Phonotimpus Gertsch & Davis, 1940
- Phonotimpus eutypus Gertsch & Davis, 1940 (Mèxic)
- Phonotimpus separatus Gertsch & Davis, 1940 (Mèxic)

### Phrurolinillus
Phrurolinillus Wunderlich, 1995
- Phrurolinillus lisboensis Wunderlich, 1995 (Portugal)
- Phrurolinillus tibialis (Simon, 1878) (Espanya)

### Phrurolithus
Phrurolithus C. L. Koch, 1839
- Phrurolithus absurdus Gertsch, 1941 (EUA)
- Phrurolithus adjacens Gertsch & Davis, 1940 (Mèxic)
- Phrurolithus aemulatus Gertsch, 1941 (EUA)
- Phrurolithus alatus Ivie & Barrows, 1935 (EUA)
- Phrurolithus apacheus Gertsch, 1941 (EUA)
- Phrurolithus apertus Gertsch, 1935 (EUA)
- Phrurolithus approximatus Gertsch & Davis, 1940 (Mèxic)
- Phrurolithus banksi Gertsch, 1941 (EUA)
- Phrurolithus bifidus Yin i cols., 2004 (Xina)
- Phrurolithus callidus Gertsch, 1935 (EUA)
- Phrurolithus camawhitae Gertsch, 1935 (EUA)
- Phrurolithus catalinius Gertsch, 1941 (EUA)
- Phrurolithus claripes (Dönitz & Strand, 1906) (Xina, Taiwan, Japó)
- Phrurolithus coahuilanus Gertsch & Davis, 1940 (Mèxic)
- Phrurolithus concisus Gertsch, 1941 (EUA)
- Phrurolithus connectus Gertsch, 1941 (EUA)
- Phrurolithus coreanus Paik, 1991 (Corea, Japó)
- Phrurolithus corsicus (Simon, 1878) (Còrsega fins a Romania)
- Phrurolithus daoxianensis Yin i cols., 1997 (Xina)
- Phrurolithus debilis Gertsch & Davis, 1940 (Mèxic)
- Phrurolithus dianchiensis Yin i cols., 1997 (Xina)
- Phrurolithus diversus Gertsch & Davis, 1940 (Mèxic)
- Phrurolithus dolius Chamberlin & Ivie, 1935 (EUA)
- Phrurolithus duncani (Chamberlin, 1925) (EUA)
- Phrurolithus emertoni Gertsch, 1935 (EUA)
- Phrurolithus faustus Paik, 1991 (Corea)
- Phrurolithus festivus (C. L. Koch, 1835) (Paleàrtic)
- Phrurolithus flavipes O. P.-Cambridge, 1872 (Israel)
- Phrurolithus florentinus Caporiacco, 1923 (Itàlia)
- Phrurolithus foveatus Song, 1990 (Xina)
- Phrurolithus goodnighti Muma, 1945 (EUA)
- Phrurolithus hamdeokensis Seo, 1988 (Rússia, Corea)
- Phrurolithus hengshan Song, 1990 (Xina)
- Phrurolithus insularis Petrunkevitch, 1930 (Puerto Rico)
- Phrurolithus kastoni Schenkel, 1950 (EUA)
- Phrurolithus kentuckyensis Chamberlin & Gertsch, 1930 (EUA)
- Phrurolithus labialis Paik, 1991 (Corea, Japó)
- Phrurolithus leviculus Gertsch, 1936 (EUA)
- Phrurolithus luppovae Spassky, 1941 (Tajikistan)
- Phrurolithus minimus C. L. Koch, 1839 (Paleàrtic)
- Phrurolithus nemoralis Bryant, 1940 (Cuba)
- Phrurolithus nigrinus (Simon, 1878) (Europa)
- Phrurolithus nipponicus Kishida, 1914 (Japó)
- Phrurolithus oabus Chamberlin & Ivie, 1935 (EUA)
- Phrurolithus palgongensis Seo, 1988 (Rússia, Xina, Corea)
- Phrurolithus paludivagus Bishop & Crosby, 1926 (EUA)
- Phrurolithus parcus (Hentz, 1847) (EUA)
- Phrurolithus pennatus Yaginuma, 1967 (Rússia, Xina, Corea, Japó)
- Phrurolithus pinturus Ivie & Barrows, 1935 (EUA)
- Phrurolithus pipensis Muma, 1945 (EUA)
- Phrurolithus portoricensis Petrunkevitch, 1930 (Puerto Rico)
- Phrurolithus pullatus Kulczyn'ski, 1897 (Europa fins a Àsia central)
- Phrurolithus pygmaeus Thorell, 1875 (Rússia, Ucraïna)
- Phrurolithus qiqiensis Yin i cols., 2004 (Xina)
- Phrurolithus revolutus Yin i cols., 2004 (Xina)
- Phrurolithus schwarzi Gertsch, 1941 (EUA)
- Phrurolithus shimenensis Yin i cols., 1997 (Xina)
- Phrurolithus similis Banks, 1895 (EUA)
- Phrurolithus singulus Gertsch, 1941 (EUA)
- Phrurolithus sinicus Zhu & Mei, 1982 (Rússia, Xina, Corea, Japó)
- Phrurolithus sordidus Savelyeva, 1972 (Rússia, Àsia central)
- Phrurolithus spinosus Bryant, 1948 (Hispaniola)
- Phrurolithus splendidus Song & Zheng, 1992 (Xina)
- Phrurolithus szilyi Herman, 1879 (Europa)
- Phrurolithus tamaulipanus Gertsch & Davis, 1940 (Mèxic)
- Phrurolithus tepejicanus Gertsch & Davis, 1940 (Mèxic)
- Phrurolithus umbratilis Bishop & Crosby, 1926 (EUA)
- Phrurolithus wallacei Gertsch, 1935 (EUA)
- Phrurolithus zhejiangensis Song & Kim, 1991 (Xina)

### Phruronellus
Phruronellus Chamberlin, 1921
- Phruronellus californicus Chamberlin & Gertsch, 1930 (EUA)
- Phruronellus floridae Chamberlin & Gertsch, 1930 (EUA)
- Phruronellus formica (Banks, 1895) (EUA)
- Phruronellus formidabilis Chamberlin & Gertsch, 1930 (EUA)
- Phruronellus pictus Chamberlin & Gertsch, 1930 (EUA)

### Phrurotimpus
Phrurotimpus Chamberlin & Ivie, 1935
- Phrurotimpus abditus Gertsch, 1941 (EUA)
- Phrurotimpus alarius (Hentz, 1847) (EUA, Canadà)
  - Phrurotimpus alarius tejanus (Chamberlin & Gertsch, 1930) (EUA, Canadà)
- Phrurotimpus borealis (Emerton, 1911) (Amèrica del Nord)
- Phrurotimpus certus Gertsch, 1941 (EUA, Canadà)
- Phrurotimpus chamberlini Schenkel, 1950 (EUA)
- Phrurotimpus dulcineus Gertsch, 1941 (EUA, Canadà)
- Phrurotimpus illudens Gertsch, 1941 (EUA)
- Phrurotimpus mateonus (Chamberlin & Gertsch, 1930) (EUA)
- Phrurotimpus minutus (Banks, 1892) (EUA)
- Phrurotimpus mormon (Chamberlin & Gertsch, 1930) (EUA)
  - Phrurotimpus mormon xanthus Chamberlin & Ivie, 1935 (EUA)
- Phrurotimpus parallelus (Chamberlin, 1921) (EUA)
- Phrurotimpus subtropicus Ivie & Barrows, 1935 (EUA)
- Phrurotimpus truncatus Chamberlin & Ivie, 1935 (EUA)
- Phrurotimpus woodburyi (Chamberlin & Gertsch, 1929) (EUA)
  - Phrurotimpus woodburyi utanus Chamberlin & Ivie, 1935 (EUA)

### Piabuna
Piabuna Chamberlin & Ivie, 1933
- Piabuna brevispina Chamberlin & Ivie, 1935 (EUA)
- Piabuna longispina Chamberlin & Ivie, 1935 (EUA)
- Piabuna nanna Chamberlin & Ivie, 1933 (EUA)
- Piabuna pallida Chamberlin & Ivie, 1935 (EUA)
- Piabuna reclEUA Gertsch & Davis, 1940 (Mèxic)
- Piabuna xerophila Chamberlin & Ivie, 1935 (EUA)

### Poecilipta
Poecilipta Simon, 1896
- Poecilipta janthina Simon, 1896 (Queensland)
- Poecilipta venusta Rainbow, 1904 (Nova Gal·les del Sud)

### Pranburia
Pranburia Deeleman-Reinhold, 1993
- Pranburia mahannopi Deeleman-Reinhold, 1993 (Tailàndia, Cambodia, Malàisia)

### Procopius
Procopius Thorell, 1899
- Procopius aeneolus Simon, 1903 (Equatorial Guinea)
- Procopius aethiops Thorell, 1899 (Camerun)
- Procopius affinis Lessert, 1946 (Congo)
- Procopius ensifer Simon, 1910 (Àfrica Occidental, Bioko)
- Procopius gentilis Simon, 1910 (Àfrica Occidental)
- Procopius granulosus Simon, 1903 (Equatorial Guinea, Camerun, Bioko)
  - Procopius granulosus helluo Simon, 1910 (Bioko)
- Procopius laticeps Simon, 1910 (Bioko)
- Procopius luteifemur Schmidt, 1956 (Camerun)
- Procopius quaereus Lessert, 1946 (Congo)
- Procopius vittatus Thorell, 1899 (Camerun)

### Pronophaea
Pronophaea Simon, 1897
- Pronophaea natalica Simon, 1897 (Sud-àfrica)

### Psellocoptus
Psellocoptus Simon, 1896
- Psellocoptus buchlii Reiskind, 1971 (Veneçuela)
- Psellocoptus flavostriatus Simon, 1896 (Veneçuela)
- Psellocoptus prodontus Reiskind, 1971 (Veneçuela)

### Pseudoceto
Pseudoceto Mello-Leitão, 1929
- Pseudoceto pickeli Mello-Leitão, 1929 (Brasil)

### Pseudocorinna
Pseudocorinna Simon, 1910
- Pseudocorinna gracilior Simon, 1910 (Bioko)
- Pseudocorinna rutila Simon, 1910 (Guinea-Bissau)
- Pseudocorinna septemaculeata Simon, 1910 (Bioko)

## S

### Scorteccia
Scorteccia Caporiacco, 1936
- Scorteccia termitarum Caporiacco, 1936 (Líbia)

### Scotinella
Scotinella Banks, 1911
- Scotinella britcheri (Petrunkevitch, 1910) (EUA, Canadà)
- Scotinella brittoni (Gertsch, 1941) (EUA, Canadà)
- Scotinella custeri Levi, 1951 (EUA)
- Scotinella deleta (Gertsch, 1941) (EUA)
- Scotinella divesta (Gertsch, 1941) (EUA, Canadà)
- Scotinella divinula (Gertsch, 1941) (EUA, Canadà)
- Scotinella dixiana Roddy, 1957 (EUA)
- Scotinella fratrella (Gertsch, 1935) (EUA, Canadà)
- Scotinella madisonia Levi, 1951 (EUA, Canadà)
- Scotinella manitou Levi, 1951 (EUA)
- Scotinella minnetonka (Chamberlin & Gertsch, 1930) (EUA, Canadà)
- Scotinella pallida Banks, 1911 (EUA)
- Scotinella pelvicolens (Chamberlin & Gertsch, 1930) (EUA)
- Scotinella pugnata (Emerton, 1890) (EUA, Canadà)
- Scotinella redempta (Gertsch, 1941) (EUA, Canadà)
- Scotinella sculleni (Gertsch, 1941) (EUA, Canadà)

### Septentrinna
Septentrinna Bonaldo, 2000
- Septentrinna bicalcarata (Simon, 1896) (EUA, Mèxic)
- Septentrinna paradoxa (F. O. P.-Cambridge, 1899) (Guatemala)
- Septentrinna potosi Bonaldo, 2000 (Mèxic)
- Septentrinna retEUA (F. O. P.-Cambridge, 1899) (Guatemala)
- Septentrinna steckleri (Gertsch, 1936) (EUA, Mèxic)
- Septentrinna yucatan Bonaldo, 2000 (Mèxic)

### Serendib
Serendib Deeleman-Reinhold, 2001
- Serendib suthepica Deeleman-Reinhold, 2001 (Tailàndia, Bali)
- Serendib volans Deeleman-Reinhold, 2001 (Tailàndia, Borneo)

### Simonestus
Simonestus Bonaldo, 2000
- Simonestus occidentalis (Schenkel, 1953) (Veneçuela)
- Simonestus pseudobulbulus (Caporiacco, 1938) (Guatemala)
- Simonestus robustus (Chickering, 1937) (Panamà)
- Simonestus semiluna (F. O. P.-Cambridge, 1899) (Mèxic, Guatemala)
- Simonestus separatus (Schmidt, 1971) (Guatemala fins a Perú)
- Simonestus validus (Simon, 1898) (Veneçuela)

### Sphecotypus
Sphecotypus O. P.-Cambridge, 1895
- Sphecotypus birmanicus (Thorell, 1897) (Myanmar, Borneo)
- Sphecotypus niger (Perty, 1833) (Panamà, Veneçuela, Brasil)
- Sphecotypus taprobanicus Simon, 1897 (Sri Lanka)

### Stethorrhagus
Stethorrhagus Simon, 1896
- Stethorrhagus archangelus Bonaldo & Brescovit, 1994 (Brasil)
- Stethorrhagus chalybeius (L. Koch, 1866) (Colòmbia)
- Stethorrhagus duidae Gertsch, 1942 (Veneçuela)
- Stethorrhagus hyula Bonaldo & Brescovit, 1994 (Colòmbia)
- Stethorrhagus latoma Bonaldo & Brescovit, 1994 (Veneçuela)
- Stethorrhagus limbatus Simon, 1896 (Brasil, Guyana)
- Stethorrhagus lupulus Simon, 1896 (Colòmbia, Veneçuela, Perú, Brasil)
- Stethorrhagus maculatus (L. Koch, 1866) (Colòmbia)
- Stethorrhagus nigrinus (Berland, 1913) (Ecuador)
- Stethorrhagus oxossi Bonaldo & Brescovit, 1994 (Brasil)
- Stethorrhagus peckorum Bonaldo & Brescovit, 1994 (Veneçuela)
- Stethorrhagus penai Bonaldo & Brescovit, 1994 (Ecuador)
- Stethorrhagus planada Bonaldo & Brescovit, 1994 (Colòmbia)
- Stethorrhagus roraimae Gertsch, 1942 (Brasil)
- Stethorrhagus tridentatus Caporiacco, 1955 (Veneçuela)

### Supunna
Supunna Simon, 1897
- Supunna albomaculata (Rainbow, 1902) (Nova Gal·les del Sud)
- Supunna albopunctata (Hogg, 1896) (Central Austràlia)
- Supunna coloripes (Walckenaer, 1842) (Austràlia)
- Supunna funerea Simon, 1896 (Tasmània)
- Supunna insularis (L. Koch, 1873) (Fiji)
- Supunna michaelseni Simon, 1909 (Oest d'Austràlia)
- Supunna picta (L. Koch, 1873) (Queensland, Nova Zelanda)
- Supunna smaragdinea Simon, 1909 (Oest d'Austràlia)
- Supunna versicolor Simon, 1896 (Victòria)

## T

### Tapixaua
Tapixaua Bonaldo, 2000
- Tapixaua callida Bonaldo, 2000 (Brasil, Perú)

### Thysanina
Thysanina Simon, 1910
- Thysanina serica Simon, 1910 (Namíbia)

### Trachelas
Trachelas L. Koch, 1872
- Trachelas acuminus (Zhu & An, 1988) (Xina)
- Trachelas alticolus Hu, 2001 (Xina)
- Trachelas altiformis (Nicolet, 1849) (Xile)
- Trachelas amabilis Simon, 1878 (Algèria, Tunísia)
- Trachelas anomalus (Taczanowski, 1874) (Guaiana Francesa)
- Trachelas barroanus Chamberlin, 1925 (Panamà)
- Trachelas bicolor Keyserling, 1887 (Hispaniola)
- Trachelas bispinosus F. O. P.-Cambridge, 1899 (Mèxic fins a Panamà, Trinidad)
- Trachelas borinquensis Gertsch, 1942 (Puerto Rico)
- Trachelas bravidus Chickering, 1972 (Jamaica)
- Trachelas bulbosus F. O. P.-Cambridge, 1899 (Mèxic fins al Salvador)
- Trachelas cadulus Chickering, 1972 (Jamaica)
- Trachelas cambridgei Kraus, 1955 (El Salvador fins a Panamà)
- Trachelas canariensis Wunderlich, 1987 (Illes Canàries)
- Trachelas chubbi Lessert, 1921 (Àfrica oriental)
- Trachelas contractus Platnick & Shadab, 1974 (Cuba)
- Trachelas coreanus Paik, 1991 (Corea)
- Trachelas costatus O. P.-Cambridge, 1885 (Yarkand)
- Trachelas daubei Schmidt, 1971 (Ecuador)
- Trachelas depressus Platnick & Shadab, 1974 (Mèxic)
- Trachelas devi Biswas & Raychaudhuri, 2000 (Bangladesh)
- Trachelas digitus Platnick & Shadab, 1974 (Costa Rica)
- Trachelas dilatus Platnick & Shadab, 1974 (Hispaniola)
- Trachelas ecudobus Chickering, 1972 (Panamà, Trinidad)
- Trachelas erectus Platnick & Shadab, 1974 (Hispaniola)
- Trachelas femoralis Simon, 1897 (Saint Vincent)
- Trachelas flavipes L. Koch, 1882 (Mallorca)
- Trachelas fuscus Platnick & Shadab, 1974 (Mèxic)
- Trachelas giganteus Platnick & Shadab, 1974 (Jamaica)
- Trachelas hamatus Platnick & Shadab, 1974 (Mèxic)
- Trachelas hassleri Gertsch, 1942 (Guyana)
- Trachelas himalayensis Biswas, 1993 (Índia)
- Trachelas huachucanus Gertsch, 1942 (EUA, Mèxic)
- Trachelas inclinatus Platnick & Shadab, 1974 (Cuba)
- Trachelas jamaicensis Gertsch, 1942 (Jamaica)
- Trachelas japonicus Bösenberg & Strand, 1906 (Rússia, Xina, Corea, Japó)
- Trachelas lanceolatus F. O. P.-Cambridge, 1899 (Mèxic)
- Trachelas latus Platnick & Shadab, 1974 (Mèxic, Guatemala)
- Trachelas macrochelis Wunderlich, 1992 (Illes Canàries, Açores)
- Trachelas maculatus Thorell, 1875 (Europa Oriental)
- Trachelas mexicanus Banks, 1898 (EUA, Mèxic)
- Trachelas minor O. P.-Cambridge, 1872 (Mediterrani fins a Azerbaijan, Àfrica Occidental)
- Trachelas mulcetus Chickering, 1972 (Jamaica)
- Trachelas niger Mello-Leitão, 1922 (Brasil)
- Trachelas nigrifemur Mello-Leitão, 1941 (Colòmbia)
- Trachelas oculus Platnick & Shadab, 1974 (Cuba)
- Trachelas oreophilus Simon, 1906 (Índia, Sri Lanka)
- Trachelas organatus Platnick & Shadab, 1974 (EUA, Mèxic)
- Trachelas pacificus Chamberlin & Ivie, 1935 (EUA, Mèxic)
- Trachelas Panamànus Chickering, 1937 (Panamà)
- Trachelas parallelus Platnick & Shadab, 1974 (Nicaragua)
- Trachelas planus Platnick & Shadab, 1974 (Costa Rica)
- Trachelas praestans (O. P.-Cambridge, 1911) (Anglaterra (introduïda))
- Trachelas prominens Platnick & Shadab, 1974 (Mèxic fins a Panamà)
- Trachelas punctatus Simon, 1886 (Senegal)
- Trachelas purus Kritscher, 1969 (Itàlia)
- Trachelas pusillus Lessert, 1923 (Sud-àfrica)
- Trachelas quadridens Kraus, 1955 (El Salvador, Costa Rica)
- Trachelas quisquiliarum Simon, 1906 (Sri Lanka)
- Trachelas rayi Simon, 1878 (França, Itàlia)
- Trachelas robustus Keyserling, 1891 (Brasil)
- Trachelas roeweri Lawrence, 1938 (Sud-àfrica)
- Trachelas rotundus Platnick & Shadab, 1974 (Mèxic)
- Trachelas rugosus Keyserling, 1891 (Brasil)
- Trachelas santaemartae Schmidt, 1971 (Colòmbia)
- Trachelas schenkeli Lessert, 1923 (Angola, Sud-àfrica, Mozambique)
- Trachelas scopulifer Simon, 1896 (Sud-àfrica)
- Trachelas similis F. O. P.-Cambridge, 1899 (EUA fins a Costa Rica)
- Trachelas sinensis Chen, Peng & Zhao, 1995 (Xina)
- Trachelas sinuosus Platnick & Shadab, 1974 (EUA)
- Trachelas speciosus Banks, 1898 (Mèxic)
- Trachelas spicus Platnick & Shadab, 1974 (Mèxic)
- Trachelas spinulatus F. O. P.-Cambridge, 1899 (Amèrica Central)
- Trachelas spirifer F. O. P.-Cambridge, 1899 (Guatemala, Hondures)
- Trachelas submissus Gertsch, 1942 (Paraguai)
- Trachelas sylvae Caporiacco, 1949 (Kenya)
- Trachelas tomaculus Platnick & Shadab, 1974 (Cuba, Hispaniola)
- Trachelas tranquillus (Hentz, 1847) (EUA, Canadà)
- Trachelas transversus F. O. P.-Cambridge, 1899 (Mèxic, Costa Rica)
- Trachelas triangulus Platnick & Shadab, 1974 (Panamà)
- Trachelas tridentatus Mello-Leitão, 1947 (Brasil)
- Trachelas trifidus Platnick & Shadab, 1974 (Panamà)
- Trachelas truncatulus F. O. P.-Cambridge, 1899 (Mèxic)
- Trachelas uniaculeatus Schmidt, 1956 (Illes Canàries)
- Trachelas validus Simon, 1884 (Portugal, Espanya)
- Trachelas vitiosus Keyserling, 1891 (Brasil)
- Trachelas volutus Gertsch, 1935 (EUA, Mèxic)
- Trachelas vulcani Simon, 1896 (Java)

### Trachelopachys
Trachelopachys Simon, 1897
- Trachelopachys aemulatus Gertsch, 1942 (Paraguai)
- Trachelopachys ammobates Platnick & Rocha, 1995 (Brasil)
- Trachelopachys bicolor Chamberlin, 1916 (Perú, Bolívia)
- Trachelopachys bidentatus Tullgren, 1905 (Bolívia)
- Trachelopachys caviunae (Mello-Leitão, 1947) (Brasil)
- Trachelopachys cingulipes (Simon, 1886) (Argentina)
- Trachelopachys gracilis (Keyserling, 1891) (Brasil)
- Trachelopachys ignacio Platnick, 1975 (Paraguai)
- Trachelopachys keyserlingi (Roewer, 1951) (Brasil, Paraguai, Argentina)
- Trachelopachys machupicchu Platnick, 1975 (Perú)
- Trachelopachys magdalena Platnick, 1975 (Colòmbia)
- Trachelopachys quadriocellatus (Mello-Leitão, 1939) (Bolívia, Paraguai, Argentina)
- Trachelopachys sericeus (Simon, 1886) (Brasil, Paraguai, Argentina, Xile)
- Trachelopachys singularis (Caporiacco, 1955) (Veneçuela)
- Trachelopachys tarma Platnick, 1975 (Perú)

### Tupirinna
Tupirinna Bonaldo, 2000
- Tupirinna albofasciata (Mello-Leitão, 1943) (Brasil)
- Tupirinna rosae Bonaldo, 2000 (Veneçuela, Brasil)
- Tupirinna trilineata (Chickering, 1937) (Panamà)

## U

### Utivarachna
Utivarachna Kishida, 1940
- Utivarachna accentuata (Simon, 1896) (Sri Lanka)
- Utivarachna bucculenta Deeleman-Reinhold, 2001 (Tailàndia)
- Utivarachna chamaeleon Deeleman-Reinhold, 2001 (Borneo)
- Utivarachna dusun Deeleman-Reinhold, 2001 (Borneo)
- Utivarachna fronto (Simon, 1906) (Índia)
- Utivarachna fukasawana Kishida, 1940 (Borneo)
- Utivarachna gui (Zhu, Song & Kim, 1998) (Xina)
- Utivarachna ichneumon Deeleman-Reinhold, 2001 (Borneo)
- Utivarachna kinabaluensis Deeleman-Reinhold, 2001 (Borneo)
- Utivarachna phyllicola Deeleman-Reinhold, 2001 (Tailàndia, Sumatra, Borneo)
- Utivarachna rama Chami-Kranon & Likhitrakarn, 2007 (Tailàndia)
- Utivarachna rubra Deeleman-Reinhold, 2001 (Borneo)
- Utivarachna taiwanica (Hayashi & Yoshida, 1993) (Taiwan)

## X

### Xeropigo
Xeropigo O. P.-Cambridge, 1882
- Xeropigo smedigari (Caporiacco, 1955) (Veneçuela, Trinidad)
- Xeropigo tridentiger (O. P.-Cambridge, 1869) (EUA, Índies Occidentals fins a Brasil, Santa Helena)